# Герб Красилівського району
Герб Краси́лівського райо́ну — офіційний символ Красилівського району Хмельницької області. Затверджений рішенням 21-ї сесії районної ради IV скликання від 28 жовтня 2005 року № 4.

## Опис і символіка
Герб має в основі чотирикутний закруглений донизу щит, розміром 7:8. Поле щита розтяте на зелене і синє. Синій колір — символ краси, м’якості, величі, надії, мирного неба та життєдайної води. Зелений колір символізує простори розлогих зелених луків та полів краю, окрім того, це символ здоров’я і достатку. 
У центрі щита — дубовий трилисник з двома жолудями. У давніх слов'ян дуб визнавався за головне, справжнє дерево, самі поняття «дерево» і «дуб» довгий час були синонімами. Дуб є втіленням міцності, сили і чоловічої краси, що пов’язується в даному гербі з назвою центру Красилівського району — Красилова.
У почесній частині щита — золоте усміхнене сонце, яке є символом життя, багатства, а тут виступає як символ Хмельниччини, в межах якої знаходяться землі Красилівського району. 
Великий герб — щит герба, обрамлений декоративним картушем, що складається із золотих колосків, обвитих синьо-жовтою стрічкою. У нижній частині картуша — стилізоване гроно калини. Над щитом в обрамленні елементів барокового візерунку — золота шестерня і золоте сонце, що виходить з-за щита. Золоті колоски символізують аграрний напрямок господарського комплексу району, а золота шестерня є символом великих промислових підприємств, якими славиться Красилівщина. Гроно калини і синьо-жовта стрічка — національні символи України.